# Jean-Dominique Ithier
Jean-Dominique Ithier (né en 1607 à Bordeaux et mort le 12 septembre 1672 à Entrevaux) est un ecclésiastique franciscain qui fut évêque de Glandèves de 1654 à 1672.

## Biographie
Jean-Dominique Ithier est issu d'une famille de Bordeaux aux origines obscures. Il est le fils de Geoffroy et de Jeanne de Lamothe et son père est procureur à la cour de Justice. Il entre très jeune chez les frères mineurs où il devient docteur en théologie. Il est ordonné prêtre en 1635 et devient supérieur des maisons des cordeliers de Toulouse, de Bordeaux et plus tard supérieur de la province d'Aquitaine. Comme definitor de son ordre, il est envoyé en mission en Espagne par le ministre général des Franciscains. Très actif il a également une réputation de prêcheur en France où il devient le prédicateur du roi, probablement au milieu de la décennie 1640. 
Avec son cousin Pierre et d'autres cordeliers de Bordeaux, il s'engage pendant la Fronde dans le parti de Mazarin lors de la conspiration du parti de l'Ormée et envoie frère François Faure les espionner afin de divulguer les informations aux forces royalistes pour favoriser la prise de la cité. Il est découvert et condamné à mort et il ne doit de ne pas être exécuté qu'à sa condition de religieux.Il est gracié et condamné à la réclusion à perpétuité. Après la reprise de la ville en 1653, Mazarin lui montre sa gratitude pour les services rendus et le récompense avec le siège épiscopal, modeste il est vrai, de Glandèves qu'un autre cordelier son ami François Faure résigne en sa faveur lorsqu'il est désigné comme évêque d'Amiens. Il est consacré par son prédécesseur dans l'église de l'abbaye de Saint-Germain-des-Prés.
Ses prédécesseurs résidaient dans différents endroits du diocèse de Glandèves à l'extérieur de leur ville épiscopale. Le nouvel évêque souhaite mettre fin à ce « nomadisme » et commence l'édification d'une résidence digne d'un évêque à La Sedz près d'Entrevaux. C'est là qu'il meurt le 12 septembre 1672. Contrairement à ses prédécesseurs, Ithier réside dans son diocèse plus de dix-huit ans pendant son épiscopat et s'il s'est peu impliqué dans les grands événements ecclésiastiques parisiens, il tient en 1656 un synode diocésain, au cours duquel il établit un certain nombre de règles pour son clergé.